# MC Menor JP
MC Menor JP, de son vrai nom João Pedro Silva Coutinho, né en 2008 à Igarapava (São Paulo), au Brésil, est un chanteur brésilien.

## Biographie

### Carrière
Originaire du Brésil, il se fait connaître à 16 ans, en 2024, avec de la funk brésilienne avec le single Menina de Vermelho.

## Discographie

### Singles
- 2024: Menina de Vermelho ( France:  Platine[2])
- 2025: NINFO
- 2025: Mafu
- 2025: Daily Dela
- 2025: Eu Tô Na Rua

### Collaborations
- 2025: Coachella (de Landy feat. MC Menor JP)